# Melanozosteria
Melanozosteria är ett släkte av kackerlackor. Melanozosteria ingår i familjen storkackerlackor.

## Dottertaxa tillMelanozosteria, i alfabetisk ordning[1]
- Melanozosteria aculeata
- Melanozosteria angustipennis
- Melanozosteria ayrensis
- Melanozosteria barrominensis
- Melanozosteria bicolor
- Melanozosteria brevitarsis
- Melanozosteria capitolina
- Melanozosteria circumducta
- Melanozosteria conjuncta
- Melanozosteria exigua
- Melanozosteria feriarum
- Melanozosteria flavofusca
- Melanozosteria handschini
- Melanozosteria hermannsburgensis
- Melanozosteria illingworthi
- Melanozosteria insulae
- Melanozosteria insularis
- Melanozosteria karnyi
- Melanozosteria kellyi
- Melanozosteria komodensis
- Melanozosteria lentiginosa
- Melanozosteria lepida
- Melanozosteria melanesiae
- Melanozosteria minima
- Melanozosteria minor
- Melanozosteria mjoebergi
- Melanozosteria montana
- Melanozosteria nigrofasciata
- Melanozosteria nitida
- Melanozosteria nitidella
- Melanozosteria obesa
- Melanozosteria obscura
- Melanozosteria popeae
- Melanozosteria pulchra
- Melanozosteria rufipes
- Melanozosteria soror
- Melanozosteria spryi
- Melanozosteria subbifasciata
- Melanozosteria subinclusa
- Melanozosteria subpellucida
- Melanozosteria tepperi
- Melanozosteria triangulata
- Melanozosteria tristylata
- Melanozosteria uncinata